# Lactato de etilo
El lactato de etilo, también conocido como Etil-L-lactato, Elat o Actylol, es una molécula orgánica tipo éster de fórmula molecular C5H10O3. Se obtiene por reacción química entre el ácido láctico y el etanol, aunque también puede obtenerse de manera natural en la fermentación del maíz o de otras materias primas renovables. Debido a ello y a sus propiedades de biodegradabilidad (100% biodegradable dando CO2 y agua) es usado comúnmente como disolvente verde (biodisolvente) presentando así una alternativa a los disolventes tóxicos y basados en cloro mucho más agresivos y contaminantes tanto para el medio ambiente como para la salud humana.

## Características
El lactato de etilo es un líquido transparente, incoloro y con un cierto olor . Es fácilmente reciclable, no corrosivo, no cancerígeno y no daña la capa de ozono.
Propiedades físicas y químicas
- Punto de ebullición :154 °C
- Punto de fusión : -25 °C
- Punto de inflamación : 47 °C
- Temperatura de auto ignición : 400 °C
- Límites de explosión (inferior/superior): 1,5 / 11,4 Vol. %
- Presión de vapor: (20 °C) 2 hPa
- Densidad : 1,03g/cm³
- Solubilidad: Soluble en agua, aceites de parafina y en la mayoría de cetonas, ésteres e hidrocarburos.

Peligros e inconvenientes
Además de su gran inconveniente, el elevado precio, el lactato de etilo es un líquido inflamable por lo que hay que mantenerlo alejado de fuentes de ignición. En caso de incendio puede formar vapores tóxicos pudiendo producir mezclas explosivas con el aire.
- Efectos sobre los seres humanos

Produce irritación de las mucosas, dificultades respiratorias y tos por inhalación. Irritaciones oculares y riesgo de lesiones oculares graves por contactos con los ojos e irritaciones leves tras contacto con la piel.

## Obtención
La obtención en grandes cantidades de este tipo de disolvente verde se lleva a cabo en las llamadas Biorrefinerías (Biorefinery, en inglés), lo que ya permite su comercialización a precios competitivos.
El proceso de producción del lactato de etilo incluye los siguientes pasos:
- Molienda del material crudo (maíz, arroz, trigo…).
- Fermentación del etanol y del ácido láctico.
- Destilación del etanol.
- Purificación del ácido láctico vía electrodiálisis.
- Esterificación del ácido láctico.
- Purificación del ácido láctico vía pervaporación y destilación.

## Aplicaciones
- Recubrimientos: Debido a su gran poder de solvatación, a su alto punto de ebullición y a su baja presión de vapor, es particularmente atractivo en la industria de recubrimientos. Es perfectamente adecuado para usarlo sobre maderas, metales, poliestireno, como decapante o incluso para eliminar grafitis. En este campo ha llegado a sustituir a disolventes industriales como el tolueno, la acetona, la NMP (N- metilpirrolidona) o el xileno.
- Industria de poliuretanos: Otra de sus aplicaciones incluye el uso en la industria del poliuretano ya que debido a su alto poder de solvatación tiene la habilidad de disolver una gran variedad de resinas de poliuretano.
- Limpieza: Su excelente poder de limpieza lo hace adecuado para limpiar una gran variedad de superficies metálicas, para eliminar grasas, aceites, adhesivos y combustibles sólidos.

Otras aplicaciones
- Disolvente de celulosa, acetato de celulosa y éteres de celulosa.
- Aditivo de alimentos en pequeñas cantidades.
- Cosméticos.
- Productos farmacéuticos.